# Philipp Zeska
Philipp Zeska (* 27. April 1896 in Wien; † 5. August 1977 ebenda; geboren als Philipp von Zeska) war ein Kammerschauspieler, Regisseur und Schriftsteller.

## Leben
Der Sohn von Carl von Zeska war vorerst am Wiener Stadttheater, ab 1920 am Burgtheater engagiert, wo er 320 Rollen übernahm. 1931–35 wirkte Zeska mit Karl Edlitz in der Leitung des Burgtheaterstudios im Akademietheater, 1940–43 war er Gastregisseur am Deutschen Volkstheater. 1945 war Zeska Gründungsmitglied und Präsident der "Gesellschaft zur Förderung neuer Dramatik", 1957–59 wirkte er als Direktor des Stadttheaters. 1964 bekam er einen Ehrenring des Burgtheaters. Philipp Zeska war auch in TV-Rollen zu sehen, u. a. in der Serie Oberinspektor Marek. Einer seiner letzten Darstellungen auf der Bühne war bei den Salzburger Festspielen 1976 in der Rolle als Georg, in dem Johann Nestroy Theaterstück Der Talisman, einer der beiden Diener der "Frau von Cypressenburg" gespielt von Vilma Degischer in einer Inszenierung von Otto Schenk.
Seine letzte Ruhestätte befindet sich auf dem Wiener Zentralfriedhof (33A-5-19).

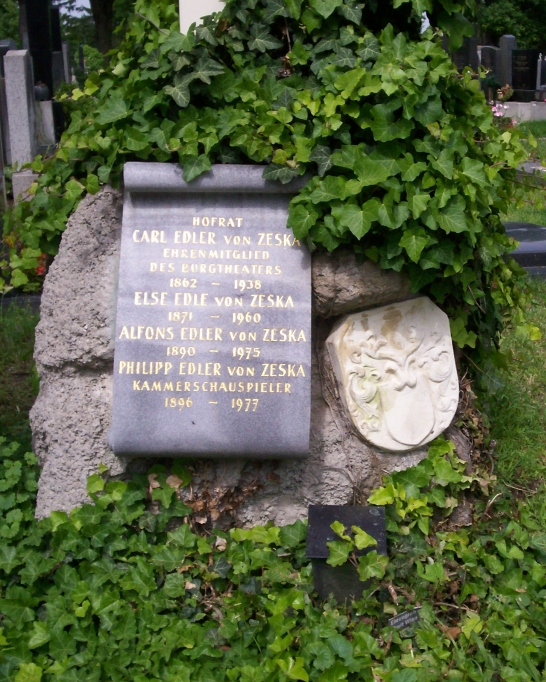